# Küçükyapalak, Elbistan
Küçükyapalak là một xã thuộc huyện Elbistan, tỉnh Kahramanmaraş, Thổ Nhĩ Kỳ. Dân số thời điểm năm 2010 là 393 người.